# Nazionale maschile di calcio dell'Iran
La nazionale di calcio dell'Iran (in persiano تیم ملّی فوتبال ایران), soprannominata Team Melli (in anglo-iraniano Squadra nazionale), è la squadra nazionale di calcio che rappresenta l'Iran ed è posta sotto l'egida della Federazione calcistica della Repubblica Islamica dell'Iran.
È una delle nazionali di calcio asiatiche storicamente più valide. Nella sua bacheca figurano 3 Coppe d'Asia vinte consecutivamente (1968, 1972 e 1976), oltre a 4 terzi posti, a un quarto posto e ad altri due piazzamenti in semifinale nella competizione. Si è qualificata per 6 volte alla fase finale del campionato del mondo (esordio nel 1978), chiudendo in tutti i casi con l'eliminazione al primo turno.
Nella classifica mondiale della FIFA, istituita nell'agosto 1993, il miglior piazzamento dell'Iran è il 15º posto del luglio 2005, record per una nazionale asiatica, mentre il peggiore piazzamento è il 122º posto del maggio 1996. Occupa attualmente la 18ª posizione della graduatoria.

## Storia

### Esordi
La fondazione della federcalcio iraniana risale al 1920. Nel 1926 un undici di Teheran composto da calciatori di Tehran Club, Toofan F.C. e Armenian Sports Club si recò a Baku per giocare la prima partita dell'Iran oltreconfine. Tra gli iraniani figurava Hossein Sadaghiani, calciatore formatosi nei club europei che avrebbe proseguito la carriera in Belgio e Turchia.
Il 25 agosto 1941 l'Iran disputò la sua prima partita ufficiale, contro l'Afghanistan a Kabul e pareggiò per 0-0. La sfida è indicata spesso come la prima nella storia della nazionale, anche se la locale federcalcio non si era ancora affiliata alla FIFA. Nel novembre 1942 allo stadio Amjadieh di Teheran l'Iran sconfisse una rappresentativa dell'Esercito Britannico per 1-0 con gol di Ahmad Izadpanah, di fronte a 6.500 spettatori.
Nel 1948 la federazione calcistica iraniana si affiliò alla FIFA. Il calcio in Iran ricevette un grande impulso e si sviluppò rapidamente, con la nascita di molti club. Dal 1947 al 1950 l'Iran affrontò la Turchia quattro volte. Il 29 maggio 1950, nel primo match ufficiale dopo l'ingresso nella FIFA, l'Iran fu battuto per 6-1 a Istanbul dalla Turchia, mettendo a referto la sconfitta più larga della propria storia. Il 26 ottobre di quell'anno ottenne la sua prima vittoria ufficiale, battendo per 4-0 l'Afghanistan.
Nel 1951 partecipò alla prima edizione dei Giochi asiatici a Nuova Delhi. Si qualificò per la finale battendo Birmania (2-0) e Giappone (0-0, 3-2 nella ripetizione), ma fu sconfitto dall'India, paese organizzatore (0-1). Nel 1958 la federcalcio iraniana si affiliò all'AFC. Ai Giochi asiatici del 1958 a Tokyo la squadra iraniana fu eliminata dopo due sconfitte contro Israele (0-4) e Corea del Sud (0-5).

### Anni 1960 e 1970
Negli anni 1960 e 1970 l'Iran si affermò come una delle nazionali di calcio più forti della Asian Football Confederation.
L'Iran esordì nelle qualificazioni alla Coppa d'Asia nell'edizione del 1960, nel girone con Israele, Pakistan e India. Pur essendo in vantaggio sugli israeliani negli scontri diretti, la nazionale iraniana fu eliminato per un solo punto, classificandosi al secondo posto, alle spalle d'Israele vincitore del raggruppamento. Seguirono quattro anni di inattività, interrotti solo da due partite contro l'Iraq, con cui vi erano tensioni politiche, nel giugno 1962. Le due sfide si conclusero con un pareggio e con una vittoria degli iracheni.
L'Iran si ritirò dalle qualificazioni per la Coppa d'Asia 1964, ma riuscì a qualificarsi per le Olimpiadi di Tokyo 1964. Al torneo olimpico la nazionale iraniana concluse il proprio cammino al primo turno, con un solo punto all'attivo nel girone (1-1 contro il Messico), perdendo sia con la Squadra Unificata Tedesca, che con la Romania. Si qualificò anche per le Olimpiadi del 1972, per le Olimpiadi del 1976 e per le Olimpiadi del 1980, ma in quest'ultima occasione lasciò il posto alla Siria per la decisione del governo di ritirare la compagine.
Vinse la Coppa d'Asia nel 1968, nel 1972 e nel 1976, prima (e sinora unica) compagine asiatica a riuscire a conquistare il trofeo continentale per tre edizioni consecutive.
La nazionale iraniana non si iscrisse alle qualificazioni per la coppa del mondo del 1962, 1966 e 1970, mentre partecipò alle qualificazioni per il mondiale 1974, nelle quali fu eliminato nel play-off contro l'Australia (3-0 in Australia, 2-0 a Teheran).
L'Iran fece la sua prima partecipazione al mondiale ad Argentina 1978. Le stelle della squadra erano il portiere Nasser Hejazi e il centrocampista brevilineo Ali Parvin. L'Iran perse la prima partita contro i Paesi Bassi (3-0) e la terza contro il Perù (4-1, gol iraniano di Hassan Rowshan). Nella seconda partita ottenne un risultato clamoroso, fermando in rimonta sull'1-1 la forte Scozia, grazie ad un gol al 60º minuto di Iraj Danaeifard.

### Anni 1980
Dopo la Rivoluzione del 1979 il calcio fu in qualche modo trascurato e messo da parte durante la metà degli anni ottanta, a causa di disordini interni e della guerra Iran-Iraq. La nazionale perse l'opportunità di qualificarsi per molte edizioni del mondiale, ritirandosi durante le qualificazioni.
Nella Coppa d'Asia 1980 la nazionale iraniana si classificò terza, battuta in semifinale (2-1) dai padroni di casa del Kuwait. A seguito dei disordini politici e sociali, la squadra visse un periodo di crisi. Non si iscrisse alle eliminatorie del campionato del mondo 1982 e fu squalificata dalla AFC dalle eliminatorie del campionato del mondo 1986 dopo il rifiuto della federcalcio iraniana di far disputare le partite alla nazionale su campo neutro per motivi di sicurezza (guerra Iran-Iraq).
Malgrado le difficoltà, l'Iran riuscì a raggiungere i quarti di finale ai Giochi asiatici del 1982 e del 1986, si classificò quarto nella Coppa d'Asia 1984 (sconfitto ai rigori sia dall'Arabia Saudita in semifinale che dal Kuwait nella finale di consolazione) e terzo nella Coppa d'Asia 1988 (battuto per 1-0 in semifinale ancora dall'Arabia Saudita).

### Anni 1990
All'inizio degli anni novanta il calcio iraniano riconquistò l'interesse generale, esprimendo talenti quali Ali Daei, Mehdi Mahdavikia, Khodadad Azizi e Karim Bagheri.
Nel 1990 l'Iran si aggiudicò i Giochi asiatici battendo in finale a Pechino la Corea del Nord ai tiri di rigore. L'Iran mancò la qualificazione a Italia 1990 e a Stati Uniti 1994 e nella Coppa d'Asia 1992 uscì nella fase a gironi (fatale una sconfitta contro il Giappone padrone di casa), ma nella Coppa d'Asia 1996, tenutasi negli Emirati Arabi Uniti nel mese di dicembre, ottenne un buon terzo posto. Vinto un difficile girone con Arabia Saudita e Iraq e Thailandia dove tre squadre chiusero a 6 punti, ai quarti di finale surclassò (6-2) la Corea del Sud e in semifinale si arrese (4-3) all'Arabia Saudita (già battuta per 3-0 nel girone) dopo i tiri di rigore (0-0 dopo i supplementari). Nella finale per il terzo posto si impose (3-2) sul Kuwait dopo i tiri di rigore (1-1 dopo 120 minuti di gioco).
Nel luglio 1996 l'Iran aveva fatto il salto più alto della propria storia nella classifica mondiale della FIFA, salendo di ben 65 posizioni nonostante solo due mesi prima, nel maggio 1996, occupasse il 122º posto (peggior posizionamento di sempre dell'Iran nella graduatoria). Nel 1997 la federazione iraniana aderì alla SAFF, ma non prese mai parte al torneo per squadre nazionali organizzato dalla subconfederazione.
Nel novembre del 1997 l'Iran si qualificò per il campionato del mondo 1998 dopo aver sconfitto l'Australia nei play-off. Entrambe le partite finirono in parità (1-1 in casa, 2-2 a Melbourne), ma l'Iran si qualificò in virtù della regola di gol segnati in trasferta.
La prima vittoria dell'Iran al mondiale risale proprio alla rassegna del 1998 in Francia. La squadra asiatica sconfisse per 2-1 gli Stati Uniti. La vigilia di questa partita fu vissuta con particolare eccitazione da entrambe le parti, per le molte implicazioni politiche legate alle posizioni dei due paesi dopo la Rivoluzione in Iran. Ciononostante, in un atto di esclusione dallo sport di ogni forma di odio o politica, a pochi minuti dall'inizio della partita entrambe le squadre si fecero ritrarre mentre si abbracciavano e si scambiavano doni e fiori in segno di amicizia.
Nella rassegna francese l'Iran, privo degli infortunati Farhad Majidi e Mehdi Fonounizadeh, era stato sconfitto all'esordio dalla Jugoslavia (1-0) e dopo la vittoria contro gli Stati Uniti fu battuto per 2-0 dalla Germania, venendo eliminato a causa del terzo posto nel proprio girone.

### Anni 2000
Nel 2000 la federcalcio iraniana fu tra gli enti fondatori della West Asian Football Federation (WAFF), che organizza il campionato di calcio della federazione calcistica dell'Asia occidentale. L'Iran vinse la prima edizione del torneo, per poi ripetersi nel 2004, nel 2007 e nel 2008.
Nella Coppa d'Asia 2000, in Libano, l'Iran vinse il proprio girone di prima fase, ma fu eliminato ai quarti di finale dalla Corea del Sud (2-1 dopo i tempi supplementari).
Nel 2001 la squadra fallì la qualificazione al campionato del mondo 2002. Si classificò secondo nel suo girone di qualificazione asiatico, poi vinse il play-off contro gli Emirati Arabi Uniti (vittorie per 1-0 a Teheran e 3-0 ad Abu Dhabi) e fu battuto nel play-off UEFA-AFC dall'Irlanda (vittoria irlandese per 2-0 a Dublino e successo iraniano per 1-0 a Teheran). Il CT Blažević lasciò il posto al suo vice Branko Ivanković.
Nella Coppa d'Asia 2004, in Giappone, l'Iran superò il girone come seconda, poi eliminò ai quarti di finale la Corea del Sud (4-3) e fu eliminato in semifinale dalla Cina. Battendo per 4-2 il Bahrein si piazzò terzo.
L'8 giugno 2005 l'Iran, insieme al Giappone, divenne la prima nazionale a qualificarsi per Germania 2006. La qualificazione della squadra al mondiale provocò in più di un'occasione (tra il 2001 e il 2005) manifestazioni di giubilo per le strade del paese, alcune delle quali sfociarono in rivolte e disordini tra giovani e forze di polizia governative. Nel luglio 2005 l'Iran si issò al 15º posto della classifica mondiale della FIFA, il miglior piazzamento sinora raggiunto nella graduatoria.
Al mondiale di Germania 2006 l'Iran fece la sua terza apparizione ad un torneo iridato. Uscì ancora al primo turno, quarta classificata nel girone D alle spalle di Portogallo, Messico e Angola. A causare l'eliminazione furono le sconfitte per 3-1 contro i messicani e per 2-0 contro i portoghesi, che resero vano il pareggio per 1-1 contro gli angolani ottenuto all'ultima giornata. Nel novembre 2006 la nazionale iraniana fu sospesa dalla FIFA per via di interferenze governative nella gestione della federazione calcistica locale. La sospensione durò meno di un mese e già la nazionale iraniana Under-23 fu ammessa ai Giochi asiatici del 2006.
Nel 2007 quella iraniana si confermò una delle migliori squadre asiatiche, raggiungendo i quarti di finale della Coppa d'Asia, battuta ai rigori dai sudcoreani.
Nel marzo 2008 fu chiamato alla guida della nazionale Ali Daei, già capitano e bandiera del calcio iraniano. Nel terzo turno delle qualificazioni AFC al campionato del mondo 2010 la compagine iraniana affrontò Emirati Arabi Uniti, Siria e Kuwait e vinse il girone grazie a 3 vittorie e 3 pareggi in 6 partite. Daei fu esonerato il 29 marzo 2009, all'indomani della sconfitta interna (1-2) contro l'Arabia Saudita nel girone di quarto turno, che metteva a serio rischio la qualificazione alla fase finale del mondiale. Il nuovo CT Afshin Ghotbi ottenne una vittoria e due pareggi nelle restanti tre partite del girone, insufficienti per ottenere un posto a Sudafrica 2010, dato che l'Iran chiuse il raggruppamento al penultimo posto, con un punto in meno dell'Arabia Saudita, ammessa allo spareggio.

### Anni 2010
Nel gennaio 2011 l'Iran prese parte alla Coppa d'Asia. Superata la fase a gironi con tre vittorie in altrettante partite (2-1 contro l'Iraq, 1-0 contro la Corea del Nord e 3-0 contro gli Emirati Arabi Uniti), fu eliminato ai quarti di finale dalla Corea del Sud, dopo una sconfitta per 1-0 maturata nei tempi supplementari. Nell'aprile 2011 la panchina fu affidata al portoghese Carlos Queiroz con contratto di quattro anni e mezzo.

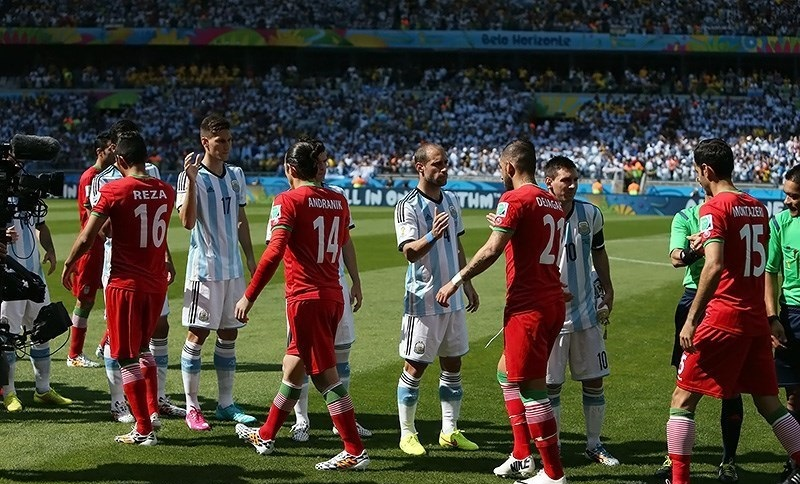
L'Iran contro l' a

Il 18 giugno 2013, sconfiggendo in trasferta la Corea del Sud grazie ad un gol di Ghoochannejhad, l'Iran si qualificò per il mondiale 2014, ottenendo il primo posto nel suo girone di qualificazione proprio davanti ai sudcoreani e all'Uzbekistan, costretto a dover disputare i play-off contro la Giordania. A causa delle sanzioni internazionali sul nucleare, la nazionale iraniana non riuscì praticamente a trovare alcun avversario per prepararsi alla competizione: l'unica nazionale che accettò un'amichevole fu il Montenegro. Inoltre la federazione iraniana proibì di scambiare le maglie. Al mondiale brasiliano la squadra iraniana uscì al primo turno, dopo un pari (0-0) contro la Nigeria, una sconfitta di misura contro l'Argentina (1-0) maturata al 90º minuto di gioco e una sconfitta per 3-1 contro la Bosnia ed Erzegovina. L'unico gol iraniano nel torneo fu realizzato da Reza Ghoochannejhad. Dopo il torneo Queiroz annunciò le proprie dimissioni, ma dopo poco tempo fece dietrofront. Nel 2015 la federazione iraniana ha abbandonato la WAFF e la SAFF per aderire assieme all'Afghanistan, e a quattro nazionali dell'Asia centrale, alla neocostituita CAFA.

L'Iran si qualificò poi per la Coppa d'Asia 2015 come prima del girone e nell'urna fu la nazionale con il coefficiente più alto. Inserito in un gruppo con Bahrein, Qatar e Emirati Arabi Uniti, sconfisse per 2-0 il Bahrein, per 1-0 il Qatar e per 1-0 gli Emirati Arabi Uniti. Superata la prima fase a punteggio pieno, ai quarti di finale l'Iran si portò in vantaggio contro l'Iraq, ma rimase in inferiorità numerica per via di un'espulsione avvenuta nel primo tempo e nel secondo subì il pari degli avversari. I novanta minuti si chiusero sul punteggio di 1-1 e il match proseguì ai supplementari, dove l'Iran fu capace di agguantare due volte l'Iraq (3-3 il finale), prima di essere sconfitto per 7-6 ai tiri di rigore. Queiroz, in disaccordo con la federazione, si dimise nel marzo 2015, ma un mese dopo tornò sui propri passi.

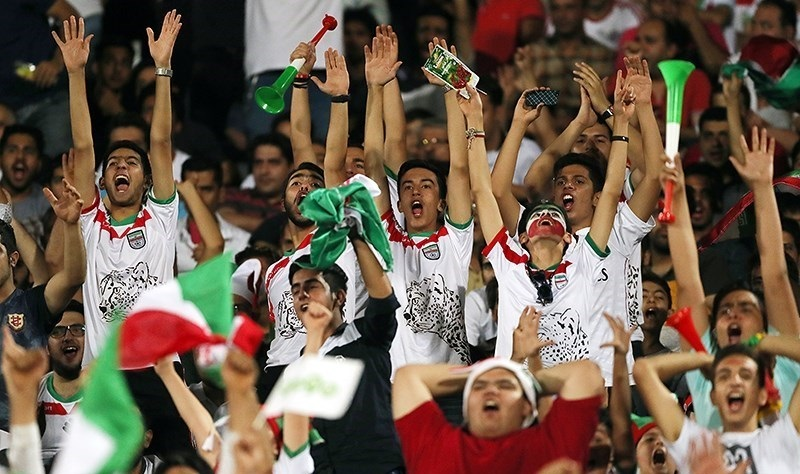
Tifosi iraniani allo stadio Azadi di Teheran esultano per la qualificazione della nazionale al campionato del mondo di Russia 2018 dopo la vittoria contro il.

Il portoghese guidò l'Iran alla qualificazione alla Coppa d'Asia 2019, ottenuta nel marzo 2016 grazie al primo posto nel girone (6 vittorie e 2 pareggi) e alla qualificazione al campionato del mondo 2018, ottenuta con anticipo il 12 giugno 2017 grazie alla vittoria contro l'Uzbekistan, che valse il primo posto nel girone di terzo turno, chiuso con 6 vittorie e 4 pareggi. Al mondiale di Russia 2018 l'Iran ottiene risultati onorevoli: vittoria di misura (1-0) sul Marocco, sconfitta di misura contro la Spagna (1-0) e pareggio per 1-1 con il Portogallo. Finì però terzo nel girone con quattro punti, insufficienti per qualificarsi per gli ottavi di finale.
La squadra iraniana si presentò dunque alla fase finale della Coppa d'Asia 2019 come una delle grandi favorite. Dopo aver disputato una fase a gironi pressoché perfetta, con 2 vittorie (5-0 contro il Yemen e 2-0 contro il Vietnam) e un pareggio (0-0 contro l'Iraq), zero gol subiti e il primo posto nel girone, la squadra eliminò agli ottavi di finale l'Oman (2-0) e ai quarti di finale la Cina (3-0), ma fu eliminata in semifinale dal Giappone (3-0). Al termine del torneo Queiroz ha lasciato la panchina iraniana.
Nel maggio 2019 la panchina dell'Iran fu affidata al belga Marc Wilmots, la cui gestione durò solo sette mesi. Il tecnico, che nell'ottobre 2019 ottenne allo stadio Azadi una larghissima vittoria (14-0) contro la Cambogia in una giornata storica per il calcio iraniano, dato che per la prima volta dopo 40 anni in Iran fu concesso l'ingresso allo stadio alle donne, si dimise a dicembre, con la squadra al terzo posto nel girone di qualificazione al campionato del mondo 2022.

### Anni 2020
Nel febbraio 2020 la panchina della nazionale iraniana fu affidata a Dragan Skočić, che condusse la squadra alla seconda fase delle qualificazioni al campionato mondiale 2022, chiusa con il primo posto nel girone A (8 vittorie in 10 partite), valvevole per l'accesso a Qatar 2022. Per l'Iran fu la migliore prestazione nella fase di qualificazione ai mondiali. Nella fase finale del torneo l'Iran, passato nel settembre 2022 sotto la guida del rientrante Queiroz, fu eliminato al primo turno, essendosi classificato terzo nel proprio girone, dopo la sconfitta contro l'Inghilterra (2-6), la vittoria contro il Galles (2-0) e la sconfitta contro gli Stati Uniti (0-1). Nel 2023 prese parte alla prima edizione della CAFA Nations Cup disputata in Kirghizistan e Uzbekistan, vincendo la competizione in seguito al successo per 1-0 nella finale contro la nazionale uzbeka.
Nella Coppa d'Asia 2023, tenutasi nel 2024, superò il girone a punteggio pieno, battendo per 4-1 la Palestina, per 1-0 Hong Kong e per 2-1 gli Emirati Arabi Uniti. Agli ottavi di finale pareggiò per 1-1 con la Siria, per poi sconfiggerla per 5-3 ai rigori, mentre ai quarti di finale batté in rimonta il Giappone per 2-1. L'Iran fu eliminato in semifinale perdendo per 3-2 contro il Qatar padrone di casa.
Il 25 marzo 2025, al termine dell'incontro contro l'Uzbekistan terminato 2 a 2, si qualifica al Mondiale 2026.

## Soprannomi e simboli
La nazionale iraniana di calcio è soprannominata Team Melli, anglo-persiano per "squadra nazionale" . Altri soprannomi meno diffusi sono Stelle persiane (in uso dal mondiale di Germania 2006) e Shiran e Iran, che significa "i leoni di Persia". Sono utilizzati anche Shirdelan, "cuori di leone", e Principi di Persia (usato dalla Coppa d'Asia 2011).
Lo slogan dell'Iran al campionato del mondo 2014 era "Orgoglio di Persia", come stabilito da un sondaggio indetto dal sito web della FIFA. Vista la presenza del ghepardo asiatico sulla divisa della squadra per il mondiale del 2014, la squadra è soprannominata Youzpalangan, persiano per "ghepardi" (یوزپلنگان).

## Stadio

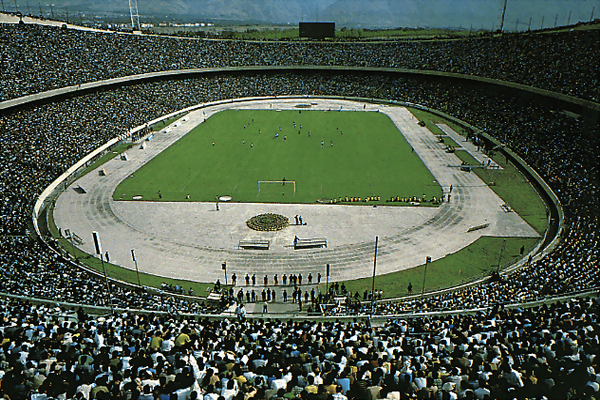
Lo stadio Azadi in una foto del 1991

Dal 1942 al 1972 la nazionale iraniana ha giocato allo stadio Amjadieh, oggi usato solo per l'atletica.
Dal 1972 l'Iran gioca le partite casalinghe nell'imponente stadio Azadi (stadio della Libertà), costruito a metà degli anni settanta, impianto da 79 116 spettatori. Lo stadio Azadi è tra i primi dieci stadi più capienti d'Asia e il primo stadio dell'Asia occidentale in termini di capienza.
Nel novembre 1997, in occasione della partita di ritorno dello spareggio per il mondiale di Francia 1998 tra Iran e Australia, si registrò il record di affluenza allo stadio Azadi, che ospitò ben 120 000 spettatori.

## Rivalità
Le principali rivali dell'Iran in ambito calcistico sono la Corea del Sud, l'Arabia Saudita e l'Iraq.

### Corea del Sud
La nazionale iraniana e la nazionale sudcoreana sono storicamente due delle selezioni asiatiche più valide (già negli anni '60 e '70 del XX secolo) e si sono incontrate molte volte durante le eliminatorie del campionato del mondo e in Coppa d'Asia dal 1958 ad oggi. In Coppa d'Asia vi è un solo precedente nella gara di finale, risalente al 1972, quando a vincere furono gli iraniani, mentre ai quarti di finale furono ben cinque i confronti consecutivi tra le due squadre dal 1996 al 2011, con un bilancio di tre vittorie sudcoreane (di cui una ai tiri di rigore) e due vittorie iraniane. Nel bilancio complessivo degli incontri è in vantaggio l'Iran.

### Arabia Saudita
La rivalità tra Iran e Arabia Saudita si tinge di connotazioni politiche (Islam sciita e Islam sunnita). Le due formazioni, tra le più forti del panorama asiatico, si sono incontrate più volte nelle qualificazioni mondiali e in Coppa d'Asia, dove l'Arabia Saudita eliminò l'Iran per 4-3 ai tiri di rigore in semifinale nel 1996. Il bilancio delle partite è lievemente a favore dei sauditi.

### Iraq
Iraq e Iran, stati confinanti, condividono una lunga storia. Durante il regime di Saddam Hussein i due stati hanno combattuto una guerra durata otto anni, dal 1980 al 1988.
Nel 2001 si tenne il primo match tra le due nazionali non in campo neutro per la prima volta dopo decenni. Ai quarti di finale della Coppa d'Asia 2015 l'Iraq eliminò l'Iran ai tiri di rigore in circostanze controverse. Il bilancio degli incontri è a favore degli iraniani.

## Risultati nelle competizioni internazionali

### Mondiali
| Anno | Luogo                    | Piazzamento      | V | N | P | Gol |
| ---- | ------------------------ | ---------------- | - | - | - | --- |
| 1930 | Uruguay                  | Non partecipante | - | - | - | -   |
| 1934 | Italia                   | Non partecipante | - | - | - |     |
| 1938 | Francia                  | Non partecipante | - | - | - |     |
| 1950 | Brasile                  | Non partecipante | - | - | - |     |
| 1954 | Svizzera                 | Non partecipante | - | - | - |     |
| 1958 | Svezia                   | Non partecipante | - | - | - | -   |
| 1962 | Cile                     | Non partecipante | - | - | - |     |
| 1966 | Inghilterra              | Non partecipante | - | - | - |     |
| 1970 | Messico                  | Non partecipante | - | - | - |     |
| 1974 | Germania Ovest           | Non qualificata  | - | - | - |     |
| 1978 | Argentina                | Primo turno      | 0 | 1 | 2 | 2:8 |
| 1982 | Spagna                   | Ritirata         | - | - | - |     |
| 1986 | Messico                  | Squalificata     | - | - | - |     |
| 1990 | Italia                   | Non qualificata  | - | - | - |     |
| 1994 | Stati Uniti              | Non qualificata  | - | - | - |     |
| 1998 | Francia                  | Primo turno      | 1 | 0 | 2 | 2:4 |
| 2002 | Corea del Sud / Giappone | Non qualificata  | - | - | - |     |
| 2006 | Germania                 | Primo turno      | 0 | 1 | 2 | 2:6 |
| 2010 | Sudafrica                | Non qualificata  | - | - | - | -   |
| 2014 | Brasile                  | Primo turno      | 0 | 1 | 2 | 1:4 |
| 2018 | Russia                   | Primo turno      | 1 | 1 | 1 | 2:2 |
| 2022 | Qatar                    | Primo turno      | 1 | 0 | 2 | 4:7 |

### Coppa d'Asia
| Anno | Luogo                                   | Piazzamento      | V | N | P | Gol  |
| ---- | --------------------------------------- | ---------------- | - | - | - | ---- |
| 1956 | Hong Kong                               | Ritirata         | - | - | - | -    |
| 1960 | Corea del Sud                           | Non qualificata  | - | - | - | -    |
| 1964 | Israele                                 | Ritirata         | - | - | - | -    |
| 1968 | Iran                                    | Campione         | 4 | 0 | 0 | 11:2 |
| 1972 | Thailandia                              | Campione         | 5 | 0 | 0 | 12:4 |
| 1976 | Iran                                    | Campione         | 4 | 0 | 0 | 13:0 |
| 1980 | Kuwait                                  | Terzo posto      | 3 | 2 | 1 | 16:6 |
| 1984 | Singapore                               | Quarto posto     | 2 | 4 | 0 | 8:3  |
| 1988 | Qatar                                   | Terzo posto      | 2 | 2 | 2 | 3:4  |
| 1992 | Giappone                                | Primo turno      | 1 | 1 | 1 | 3:1  |
| 1996 | Emirati Arabi Uniti                     | Terzo posto      | 3 | 2 | 1 | 14:6 |
| 2000 | Libano                                  | Quarti di finale | 2 | 1 | 1 | 7:3  |
| 2004 | Cina                                    | Terzo posto      | 3 | 3 | 0 | 14:8 |
| 2007 | Indonesia/ Malaysia Thailandia/ Vietnam | Quarti di finale | 2 | 2 | 0 | 6:3  |
| 2011 | Qatar                                   | Quarti di finale | 3 | 0 | 1 | 6:2  |
| 2015 | Australia                               | Quarti di finale | 3 | 1 | 0 | 7:3  |
| 2019 | Emirati Arabi Uniti                     | Semifinali       | 4 | 1 | 1 | 12:3 |
| 2023 | Qatar                                   | Semifinali       | 4 | 1 | 1 | 12:7 |

### Campionato di calcio dell'Asia occidentale
- 2000 - Campione
- 2002 - Terzo posto
- 2004 - Campione
- 2007 - Campione
- 2008 - Campione
- 2010 - Secondo posto
- 2012 - Primo turno
- 2013 - Non partecipante
- 2019 - Non partecipante

## Palmarès
- Coppa d'Asia: 3

Iran 1968, Thailandia 1972, Iran 1976
- Campionato dell'Asia occidentale: 4

Giordania 2000, Iran 2004, Giordania 2007, Iran 2008

## Rosa attuale
Lista dei giocatori convocati per il campionato mondiale di calcio 2022.
Statistiche aggiornate al 29 novembre 2022, al termine della gara contro gli Stati Uniti.
| 1  | P | Alireza Beiranvand   | 21 settembre 1992 | 55  | 0  | Persepolis FC        |  |  |
| 22 | P | Amir Abedzadeh       | 26 aprile 1993    | 11  | 0  | Ponferradina         |  |  |
| 24 | P | Hossein Hosseini     | 30 giugno 1992    | 9   | 0  | Esteghlal            |  |  |
| 12 | P | Payam Niazmand       | 6 aprile 1995     | 1   | 0  | Sepahan              |  |  |
|    |   |                      |                   |     |    |                      |  |  |
| 3  | D | Ehsan Hajsafi        | 26 febbraio 1990  | 124 | 7  | AEK Atene (capitano) |  |  |
| 8  | D | Morteza Pouraliganji | 19 aprile 1992    | 50  | 3  | Persepolis           |  |  |
| 5  | D | Milad Mohammadi      | 29 settembre 1993 | 50  | 1  | AEK Atene            |  |  |
| 23 | D | Ramin Rezaian        | 26 marzo 1990     | 49  | 3  | Sepahan              |  |  |
| 13 | D | Hossein Kanaani      | 23 marzo 1994     | 37  | 2  | Al-Ahli              |  |  |
| 4  | D | Shoja Khalilzadeh    | 14 maggio 1989    | 26  | 1  | Al-Ahli              |  |  |
| 2  | D | Sadegh Moharrami     | 1º marzo 1996     | 23  | 0  | Dinamo Zagabria      |  |  |
| 15 | D | Rouzbeh Cheshmi      | 24 luglio 1993    | 22  | 2  | Esteghlal            |  |  |
| 19 | D | Majid Hosseini       | 20 giugno 1996    | 22  | 0  | Kayserispor          |  |  |
| 25 | D | Abolfazl Jalali      | 26 giugno 1998    | 5   | 0  | Esteghlal            |  |  |
|    |   |                      |                   |     |    |                      |  |  |
| 11 | C | Vahid Amiri          | 2 aprile 1988     | 69  | 2  | Persepolis           |  |  |
| 7  | C | Alireza Jahanbakhsh  | 11 agosto 1993    | 67  | 13 | Feyenoord            |  |  |
| 6  | C | Saeid Ezatolahi      | 1º ottobre 1996   | 51  | 1  | Vejle Boldklub       |  |  |
| 16 | C | Mehdi Torabi         | 10 settembre 1994 | 40  | 7  | Persepolis           |  |  |
| 14 | C | Saman Ghoddos        | 6 settembre 1993  | 35  | 2  | Brentford            |  |  |
| 17 | C | Ali Gholizadeh       | 10 marzo 1996     | 30  | 6  | Charleroi            |  |  |
| 8  | C | Ahmad Nourollahi     | 2 gennaio 1993    | 29  | 3  | Shabab Al-Ahli       |  |  |
| 18 | C | Ali Karimi           | 11 febbraio 1994  | 17  | 0  | Kayserispor          |  |  |
|    |   |                      |                   |     |    |                      |  |  |
| 10 | A | Karim Ansarifard     | 3 aprile 1990     | 97  | 29 | Omonia Nicosia       |  |  |
| 20 | A | Sardar Azmoun        | 1º gennaio 1995   | 68  | 41 | Shabab Al-Ahli       |  |  |
| 9  | A | Mehdi Taremi         | 18 luglio 1992    | 80  | 45 | Inter                |  |  |

## Record individuali

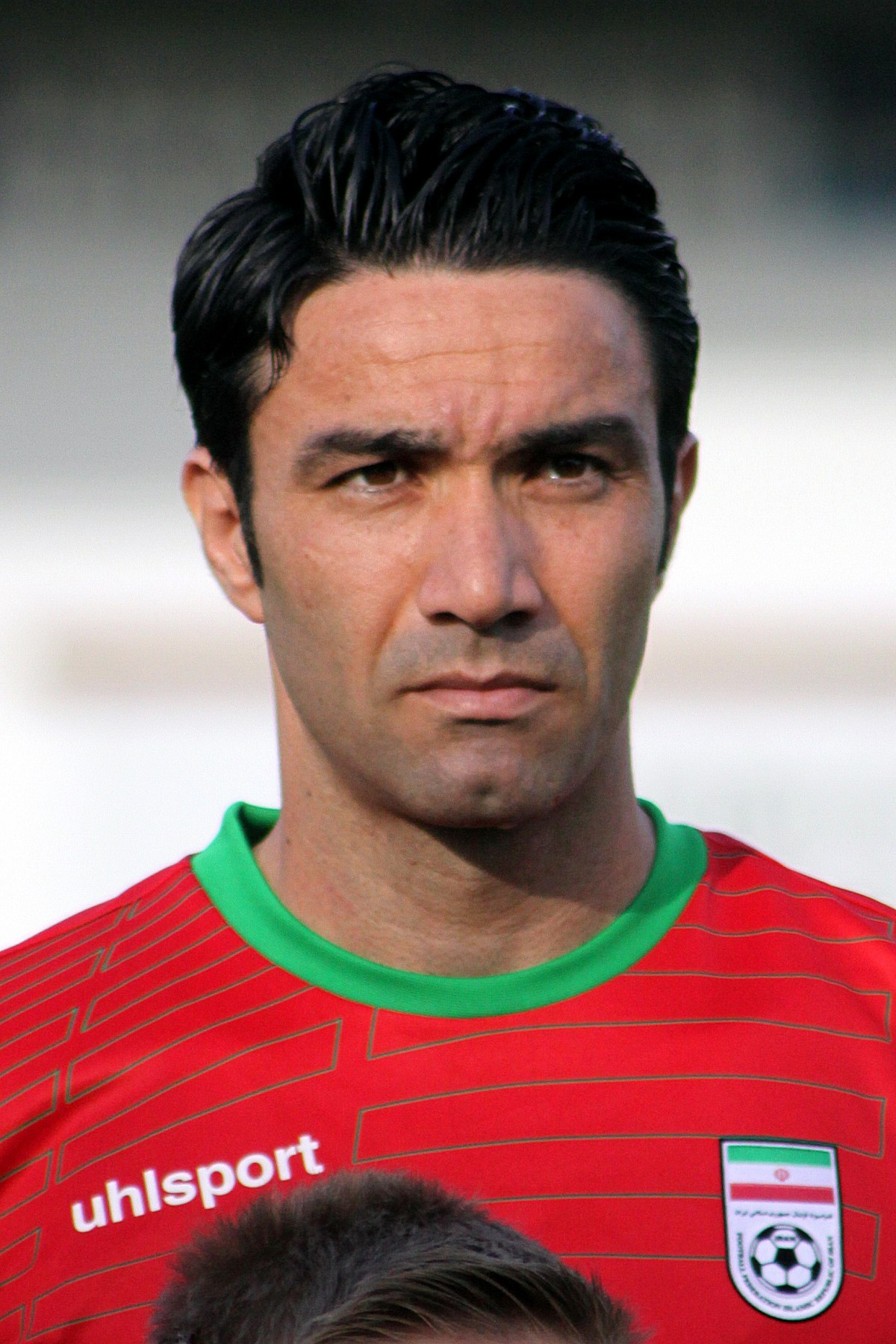
Javad Nekounam, il primatista di presenze con la nazionale di calcio iraniana (151)

I giocatori in grassetto sono ancora in attività con la nazionale.
Statistiche aggiornate al 25 marzo 2025.

### Presenze
| Pos. | Giocatore           | Presenze | Reti | Periodo   |
| ---- | ------------------- | -------- | ---- | --------- |
| 1    | Javad Nekounam      | 149      | 38   | 2000-2015 |
| 2    | Ali Daei            | 148      | 109  | 1993-2006 |
| 3    | Ehsan Hajsafi       | 142      | 7    | 2008-oggi |
| 4    | Ali Karimi          | 127      | 38   | 1998-2012 |
| 5    | Jalal Hosseini      | 115      | 8    | 2007-2018 |
| 6    | Mehdi Mahdavikia    | 110      | 13   | 1996-2009 |
| 7    | Karim Ansarifard    | 104      | 30   | 2009-oggi |
| 8    | Andranik Teymourian | 101      | 9    | 2005-2016 |
| 9    | Mehdi Taremi        | 92       | 54   | 2015-oggi |
| 10   | Sardar Azmoun       | 91       | 57   | 2014-0ggi |
| 10   | Alireza Jahanbakhsh | 91       | 17   | 2013-oggi |

### Reti
| Pos. | Giocatore               | Reti | Presenze | Reti a partita | Periodo   |
| ---- | ----------------------- | ---- | -------- | -------------- | --------- |
| 1    | Ali Daei                | 109  | 148      | 0.74           | 1993-2006 |
| 2    | Sardar Azmoun           | 57   | 91       | 0.63           | 2014-oggi |
| 3    | Mehdi Taremi            | 54   | 92       | 0.57           | 2015-oggi |
| 4    | Karim Bagheri           | 50   | 87       | 0.57           | 1993-2010 |
| 5    | Ali Karimi              | 38   | 127      | 0.3            | 1998-2012 |
| 5    | Javad Nekounam          | 38   | 149      | 0.26           | 2000-2015 |
| 7    | Karim Ansarifard        | 30   | 104      | 0.29           | 2009-oggi |
| 8    | Gholam Hossein Mazloumi | 19   | 40       | 0.48           | 1969-1977 |
| 9    | Farshad Pious           | 18   | 34       | 0.53           | 1984-1994 |
| 10   | Reza Ghoochannejhad     | 17   | 44       | 0.39           | 2012-2018 |
| 10   | Alireza Jahanbakhsh     | 17   | 91       | 0.19           | 2013-oggi |

## Tutte le rose

### Mondiali
Coppa del Mondo FIFA 19781 Hejazi, 2 Danaeifard, 3 Fariba, 4 Bishkar, 5 Allahverdi, 6 Nayebagha, 7 Parvin, 8 Ghasempour, 9 Sadeghi, 10 Rowshan, 11 Ghesghayan, 12 Mavaddat, 13 Tajmuri, 14 Nazari, 15 Eskandarian, 16 Nouraei, 17 Jahani, 18 Faraki, 19 Shojaei, 20 Abdollahi, 21 Kazerani, 22 Korbekandi, CT: Mohajerani
Coppa del Mondo FIFA 19981 Abedzadeh, 2 Mahdavikia, 3 Saadavi, 4 Khakpour, 5 Peyrovani, 6 Bagheri, 7 Mansourian, 8 Dinmohammadi, 9 Estili, 10 Daei, 11 Azizi, 12 Nakisa, 13 Latifi, 14 Mohammadkhani, 15 Ostad-Asadi, 16 Shahroudi, 17 Zarincheh, 18 Hamedani, 19 Seraj, 20 Pashazadeh, 21 Minavand, 22 Broumand, CT: Talebi
Coppa del Mondo FIFA 20061 Mirzapour, 2 Mahdavikia, 3 Bakhtiarizadeh, 4 Golmohammadi, 5 Rezaei, 6 Nekounam, 7 Zandi, 8 Karimi, 9 Hashemian, 10 Daei, 11 Khatibi, 12 Roudbarian, 13 Kaebi, 14 Teymourian, 15 Borhani, 16 Enayati, 17 Kazemian, 18 Navidkia, 19 Sadeqi, 20 Nosrati, 21 Madanchi, 22 Talebloo, 23 Shojaei, CT: Ivanković
Coppa del Mondo FIFA 20141 Ahmadi, 2 Heydari, 3 Hajsafi, 4 Hosseini, 5 Sadeqi, 6 Nekounam, 7 Shojaei, 8 R. Haghighi, 9 Jahanbakhsh, 10 Ansarifard, 11 Hadadifar, 12 A. Haghighi, 13 Mahini, 14 Teymourian, 15 Montazeri, 16 Ghoochannejhad, 17 Alenemeh, 18 Rahmani, 19 Beikzadeh, 20 Beitashour, 21 Dejagah, 22 Davari, 23 Pooladi, CT: Queiroz
Coppa del Mondo FIFA 20181 Beiranvand, 2 Torabi, 3 Hajsafi, 4 Cheshmi, 5 Mohammadi, 6 Ezatolahi, 7 Shojaei, 8 Pouraliganji, 9 Ebrahimi, 10 Ansarifard, 11 Amiri, 12 Mazaheri, 13 Khanzadeh, 14 Ghoddos, 15 Montazeri, 16 Ghoochannejhad, 17 Taremi, 18 Jahanbakhsh, 19 Hosseini, 20 Azmoun, 21 Dejagah, 22 Abedzadeh, 23 Rezaeian, CT: Queiroz
Coppa del Mondo FIFA 20221 Beiranvand, 2 Moharrami, 3 Hajsafi, 4 Khalilzadeh, 5 Mohammadi, 6 Ezatolahi, 7 Jahanbakhsh, 8 Pouraliganji, 9 Taremi, 10 Ansarifard, 11 Amiri, 12 Niazmand, 13 Kanaanizadegan, 14 Ghoddos, 15 Cheshmi, 16 Torabi, 17 Gholizadeh, 18 Karimi, 19 M. Hosseini, 20 Azmoun, 21 Nourollahi, 22 Abedzadeh, 23 Rezaeian, 24 H. Hosseini, 25 Jalali, CT: Queiroz

### Coppa d'Asia
Coppa d'Asia 1968P Asli, P Zelli, D Arab, D Habibi, D Kashani, D Shahrokhi, C Esmaeili, C Farzami, C Ghelichkhani, C Haghverdian, C Jabbari, C Talebi, C Saedi, A Behzadi, A Eftekhari, A Kalani, A Sharafi, CT: Bayati
Coppa d'Asia 1972P Hejazi, P Mavaddat, D Arab, D Ashtiani, D Ghelichkhani, D Halvaei, D Kargarjam, D Kashani, D Monajati, C Ghorab, C Jabbari, C Parvin, C Iranpak, A Behzadi, A Kalani, A Mazloumi, A Sharafi, CT: Ranjbar
Coppa d'Asia 1976P Rashidi, P Asgarkhani, D Nazari, D Zolfagharnasab, D Abdollahi, D Eskandarian, D Nayebagha, D Mirfakhraei, C Parvin, C Ghelichkhani, C Ghasempour, C Sadeghi, C Azizi, C Shahbandari, A Khorshidi, A Nouraei, A Mazloumi, A Rowshan, CT: Mohajerani
Coppa d'Asia 1980P Bostani, P Hejazi, D Abdollahi, D Dinvarzadeh, D Khabiri, D Panjali, C Alidoosti, C Barzegari, C Danaeifard, C Derakhshan, C Haghighian, C Marzooqi, C Naalchegar, C Sanjari, C Shooar-Ghaffari, A Faraki, A Fariba, A Fathabadi, A Rowshan, CT: Habibi
Coppa d'Asia 19841 Soltani, 2 Shahi. Bayani, 3 Hajiloo, 4 Sanjari, 5 Panjali, 6 Arabshahi, 7 Mohammadkhani, 8 Shahr. Bayani, 9 Derakhshan, 10 Alidoosti, 11 Changiz, 12 Shakourzadeh, 14 Ahadi, 15 Mirakhori, 16 Mokhtarifar, 17 Fathabadi, 18 Maragehchian, 22 Tahouni, CT: Ebrahimi
Coppa d'Asia 19881 Abedzadeh, 2 Zarincheh, 4 Mohammadkhani, 5 Mo. Fonounizadeh, 6 Me. Fonounizadeh, 7 Namjoo-Motlagh, 8 Ghayeghran, 9 Marfavi, 10 Bavi, 11 Kermani Moghaddam, 13 Moharrami, 14 Ansarifard, 17 Taghavi, 18 Rahimpour, 19 Pious, 20 Eftekhari, 21 Arabshahi, 22 Sajjadi, CT: Dehdari
Coppa d'Asia 19921 Abedzadeh, 2 Zarincheh, 3 Moharrami, 4 Hassanzadeh, 5 Mohammadkhani, 6 Fonoonizadeh, 7 Ghayeghran, 8 Abtahi, 9 Shahmohammadi, 10 Kermani-Moghaddam, 11 Pious, 12 Marfavi, 13 Ashoori, 14 Bayani, 15 Modir Roosta, 16 Estili, 17 Khakpour, 18 Gholampour, 19 Ghelich, CT: Parvin
Coppa d'Asia 19961 Abedzadeh, 2 Saadavi, 3 Ostad-Asadi, 4 Bagheri, 5 Peyrovani, 6 Dinmohammadi, 7 Mansourian, 8 Moharrami, 9 Estili, 10 Daei, 11 Azizi, 12 Mahdavikia, 14 Khakpour, 18 Falahatzadeh, 19 Yousefi, 20 Yazdani, 21 Mousavi, 22 Nakisa, 24 Mirzaostovari, 25 Minavand, CT: Mayeli Kohan
Coppa d'Asia 20002 Mahdavikia, 3 Hasheminasab, 5 Bakhtiarizadeh, 6 Bagheri, 7 Kavianpour, 8 Hamedani, 9 Estili, 10 Daei, 11 Azizi, 12 Broumand, 13 Seyed Abbasi, 14 Navazi, 15 Halali, 16 Hashemian, 17 Emamifar, 18 Yazdani, 19 Karimi, 20 Rahbarifar, 22 Fanaei, 23 Vaezi, 25 Minavand, 28 Mahdavi, CT: Talebi
Coppa d'Asia 20041 Mirzapour, 2 Mahdavikia, 3 Amirabadi, 4 Golmohammadi, 5 Rezaei, 6 Nekounam, 7 Kavianpour, 8 Karimi, 10 Daei, 12 Roudbarian, 13 Kaebi, 14 Borhani, 15 Taghipour, 16 Enayati, 17 Mobali, 18 Badavi, 19 Kameli, 20 Nosrati, 21 Rahmati, 26 Alavi, 27 Zare, 29 Majidi, CT: Ivanković
Coppa d'Asia 20071 Roudbarian, 2 Mahdavikia, 3 A. Sadeqi, 4 Teymourian, 5 Rezaei, 6 Nekounam, 7 Zandi, 8 Karimi, 9 Hashemian, 10 Khatibi, 11 Madanchi, 12 Hosseini, 13 Kaebi, 14 Mobali, 15 Aghily, 16 Enayati, 17 Kazemian, 18 Rajabzadeh, 19 E. Sadeqi, 20 Nosrati, 22 Talebloo, 24 Shojaei, 30 Rahmati, CT: Ghalenoei
Coppa d'Asia 20111 Rahmati, 2 Heydari, 3 Talebi, 4 Hosseini, 5 Aghily, 6 Nekounam, 7 Rezaei, 8 Shojaei, 9 Khalatbari, 10 Ansarifard, 11 Hajsafi, 12 Mirzapour, 13 Rahimi, 14 Teymourian, 15 Hadadifar, 16 Norouzi, 17 M. Nouri, 18 P. Nouri, 19 Gholami, 20 Nosrati, 21 Afshin, 22 Gordan, 23 Mobali, CT: Ghotbi
Coppa d'Asia 20151 Haghighi, 2 Heydari, 3 Hajsafi, 4 Hosseini, 5 Sadeqi, 6 Nekounam, 7 Shojaei, 8 Pouraliganji, 9 Ebrahimi, 10 Ansarifard, 11 Ghafouri, 12 Forouzan, 13 Amiri, 14 Teymourian, 15 Rezaeian, 16 Ghoochannejhad, 17 Rafiei, 18 Jahanbakhsh, 19 Khanzadeh, 20 Azmoun, 21 Dejagah, 22 Beiranvand, 23 Pooladi, CT: Queiroz
Coppa d'Asia 20191 Beiranvand, 2 Ghafouri, 3 Hajsafi, 4 Cheshmi, 5 Mohammadi, 6 Nourollahi, 7 Shojaei, 8 Pouraliganji, 9 Ebrahimi, 10 Ansarifard, 11 Amiri, 12 Abedzadeh, 13 Kanaanizadegan, 14 Ghoddos, 15 Montazeri, 16 Torabi, 17 Taremi, 18 Jahanbakhsh, 19 Hosseini, 20 Azmoun, 21 Dejagah, 22 Niazmand, 23 Rezaeian, CT: Queiroz
Coppa d'Asia 20231 Beiranvand, 2 Moharrami, 3 Hajsafi, 4 Khalilzadeh, 5 Mohammadi, 6 Ezatolahi, 7 Jahanbakhsh, 8 Ebrahimi, 9 Taremi, 10 Ansarifard, 11 Asadi, 12 Niazmand, 13 Kanaanizadegan, 14 Ghoddos, 15 Cheshmi, 16 Torabi, 17 Gholizadeh, 18 Ghayedi, 19 M. Hosseini, 20 Azmoun, 21 Mohebi, 22 H. Hosseini, 23 Rezaeian, 24 Yousefi, 25 Fallah, 26 Moghanlou, CT: Ghalenoei

## Commissari tecnici
- Hossein Sadaghiani (1941-1951)
- Mostafa Salimi (1951-1952)
- József Mészáros (1957-1959)
- Hossein Fekri (1961-1966)
- György Szűcs (1966-1967)
- Hossein Fekri (1967)
- Mahmoud Bayati (1967-1969)
- Zdravko Rajkov (1969-1970)
- Igor' Netto (1970-1971)
- Parviz Dehdari (1971-1972)
- Mohammad Ranjbar (1972)
- Mahmoud Bayati (1972-1974)
- Danny McLennan (1974)
- Frank O'Farrell (1974-1975)
- Heshmat Mohajerani (1975-1978)
- Hassan Habibi (1979-1982)
- Jalal Cheraghpour (1982)
- Parviz Aboutaleb (1982)
- Mahmoud Yavari (1984)
- Nasser Ebrahimi (1984-1985)
- Fereydoun Asgarzadeh (1985-1986)
- Parviz Dehdari (1986-1989)
- Reza Vatankhah (1989)
- Mehdi Monajati (1989)
- Ali Parvin (1989-1993)

- Stanko Poklepović (1994-1996)
- Mohammad Mayeli Kohan (1996-1997)
- Valdeir Vieira (1997)
- Tomislav Ivić (1997-1998)
- Jalal Talebi (1998)
- Mansour Pourheidari (1998-2000)
- Jalal Talebi (2000-2001)
- Ademar Braga (2001)
- Miroslav Blažević (2001-2002)
- Branko Ivanković (2002-2003)
- Homayoun Shahrokhi (2003)
- Branko Ivanković (2003-2006)
- Amir Ghalenoei (2006-2007)
- Parviz Mazloomi (2007)
- Mansour Ebrahimzadeh (2008)
- Ali Daei (2008-2009)
- Erich Rutemöller (2009)
- Afshin Ghotbi (2009-2011)
- Ali Reza Mansourian (2011)
- Carlos Queiroz (2011-2019)
- Marc Wilmots (2019)
- Dragan Skočić (2020-2022)
- Carlos Queiroz (2022-2023)
- Amir Ghalenoei (2023-)